# Gwangju Sangmu FC
Der Gwangju Sangmu FC war ein Militärverein aus Gwangju, Südkorea. Der Verein bestand von 2003 bis 2010 und spielte in der K League, der höchsten Spielklasse Südkoreas.

## Geschichte

### Vorgeschichte
Nach der Fußball-WM 2002 in Südkorea standen die WM-Stadien ohne Nachnutzer da. Damit der Verband nicht alleine für die Kosten aufkommen sollte, rief die KFA die Fußballvereine auf, in die WM-Stadien zuziehen. Da es aber für die Stadt Gwangju bisher keinen Verein gab und das Stadion ohne Nachnutzer dastand, entschied man, einen neuen Verein in Gwangju gründen zu lassen. Am 13. April 2002 gab die Südkoreanische Armee bekannt, in Gwangju einen Verein zu gründen. Dazu schlossen die Stadt Gwangju und die Südkoreanische Armee bis 2008 einen Vertrag ab, worin der Verein bis 2008 in Gwangju bleibt. Der Offizielle Name des Vereins war Gwangju Sangmu Bulsajo FC, was soviel heißt wie Gwangju Sangmu Phoenix FC.

### Erste Jahre
In ihrer ersten Saison 2003 erreichten sie nur den 10. Platz vor Daegu FC und Bucheon SK. Die erste Pokalsaison verlief ohne große Ereignisse. In ihrer ersten Runde gewannen sie gegen Yongin-University mit 9:1 und zogen somit ohne große Schwierigkeiten in das Achtelfinale. Dort aber scheiterte man an Chunnam Dragons mit 0:2 und schied somit schon nach kurzer Zeit aus den Pokal aus.
Die darauffolgende Saison verlief besser. In der Liga wurde man am Saisonende mit 29 Punkten 8. Platzierter. Die Pokalsaison verlief auch besser als die letzte-Pokalsaison. In der 1. Runde gewann man mit 9:0 gegen Yongin City FC. Im Achtelfinale schaffte man ein Achtungserfolg gegen den FC Seoul. Zuhause gewann das Team mit 3:2 und zog somit in das Viertelfinale ein. Im Viertelfinale musste sich aber der Verein gegen Bucheon SK mit 0:2 geschlagen geben.

### Anhaltender Misserfolg und Unzufriedenheit in der Stadt Gwangju
2005 wurde die Saison zur Katastrophe. In der Liga wurde man am Saisonende letzter mit nur 17 Punkten. Die Pokalsaison war ebenfalls nicht gut verlaufen. Zwar gewann man in der 1. Runde gegen Konkuk University mit 6:1 aber in der 2. Runde war schon Schluss. Im Elfmeterschießen verlor der Verein gegen Pohang Steelers mit 3:4. 2006 wurde es nicht besser. In der Liga wurde man mit 23 Punkten wieder letzter. Die Pokalsaison ähnlich schlecht wie im Jahr davor. In der 1. Runde gewann man gegen Dongguk University knapp mit 1:0, allerdings musste man sich gegen den Zweitligisten Goyang KB Kookmin Bank FC im Elfmeterschießen mit 1:4 aus den Pokal verabschieden. 2007 sah es ebenfalls nicht besser aus. Der Verein wurde am Saisonende zum dritten Mal in Folge letzter. Auch im Pokal verlief es wieder genauso wie in den Jahren zuvor. In der 1. Runde gewann man zwar mit 2:1 gegen Universität Incheon, aber in der 2. Runde musste sich der Verein gegenüber Ulsan Hyundai Horangi mit 1:3 geschlagen geben.
Zur Saison 2008 wollte die Armee den Vertrag verlängern. Da aber der Verein aufgrund ausbleibender Erfolge immer mehr an Interesse in der Stadt verlor und die Stadt schon seit einiger Zeit mit der Gründung eines eigenen Vereins beschäftigte, dauerten die Gespräche sehr lange. Die Gespräche endeten in einem Kompromiss. Der Verein wurde zuerst in Gwangju Sangmu FC umbenannt. Außerdem wurde beschlossen, dass solange die Stadt selber keinen neuen Verein gründet, darf der Verein in Gwangju weiter ihre Spiele austragen. Der Vertrag wurde auf unbestimmte Zeit verlängert, mit der Option, dass sobald die Stadt Gwangju einen neuen Verein gründet, der Militärverein die Stadt verlassen müsste. Nachdem der Vertrag abgeschlossen worden war, konnte sich der Verein wieder auf die Saison konzentrieren.
Dennoch lief es nicht gut für den Verein. Zum vierten Mal in Folge wurde der Verein letzter. Im Pokal verlief es dafür besser als sonst. In der 1. Runde gewann der Verein gegen Yesan FC mit 3:0 und zog somit in das Achtelfinale ein. Im Achtelfinale gewann man das Spiel gegen Suwon Samsung Bluewings im Elfmeterschießen und zog somit erstmals seit Jahren in das Viertelfinale wieder ein. Im Viertelfinale scheiterte aber der Verein an Gyeongnam FC mit 0:1 und schied somit aus.

### Letzte Jahre und Abschied aus der Stadt
2009 verlief erstmals die Saison wieder besser. Bis zum 17. Spieltag spielte der Verein um die Meisterschaftsspiele mit, allerdings verlief die Rückrunde sehr schlecht. Am Ende der Saison musste sich der Verein mit den 11. Platz begnügen. Im Pokal verlief es eher wenig ereignisreich. In der 1. Runde gewann der Verein beim Wiedersehen gegen Yesan FC mit 5:0 und zog somit in das Achtelfinale ein. Dort scheiterte man aber an Jeju United im Elfmeterschießen mit 3:4.
Zum Jahresanfang 2010 kündigte die Stadt Gwangju an, 2011 einen eigenen Verein in der K-League antreten zulassen. Damit stand fest, dass 2010 für Gwangju Sangmu FC die letzte Saison in Gwangju wurde. Sportlich verlief ihre letzte Saison denkbar schlecht. Am Saisonende stand der Verein auf den Vorletzten Platz und teilte sich mit Daegu FC gleich viele Punkte. In ihrer letzten Pokalsaison verlief es noch einmal gut. In der 1. Runde gewann man gegen Ulsan Hyundai Mipo Dolphin FC mit 3:0 und zog somit in die nächste Runde ein. Im Achtelfinale trafen sie auf die Pohang Steelers. Sie gewannen das Spiel mit 2:1 nach Verlängerung. Im Viertelfinale scheiterte man allerdings wieder an den Chunnam Dragons. Sie verloren das Spiel mit 1:2.
Nach Ende ihrer letzten Saison in Gwangju, wurde der Verein aufgelöst. Das Militär gründete in Sangju einen neuen Militärverein, den Sangju Sangmu FC. Die Stadt Gwangju startete 2011 mit Gwangju FC einen eigenen Verein in der K League.

## Historie-Übersicht
| Saison | Liga     | Kl. | Vereine | Spiele | Pl. | S  | U  | N  | Tore  | Pkt. | KFA Cup       | Super Cup          | K-League-Play-off  | Trainer     |
| ------ | -------- | --- | ------- | ------ | --- | -- | -- | -- | ----- | ---- | ------------- | ------------------ | ------------------ | ----------- |
| 2003   | K League | 1   | 12      | 44     | 10. | 13 | 7  | 24 | 41:60 | 46   | 4. Hauptrunde | Nicht qualifiziert | keine Austragung   | Lee Kang-jo |
| 2004   | K League | 1   | 13      | 24     | 8.  | 6  | 11 | 7  | 18:20 | 29   | Viertelfinale | Nicht qualifiziert | Nicht qualifiziert | Lee Kang-jo |
| 2005   | K League | 1   | 13      | 24     | 13. | 4  | 5  | 15 | 23:38 | 17   | Achtelfinale  | Nicht qualifiziert | Nicht qualifiziert | Lee Kang-jo |
| 2006   | K League | 1   | 14      | 26     | 12. | 5  | 8  | 13 | 17:29 | 23   | Achtelfinale  | Nicht qualifiziert | Nicht qualifiziert | Lee Kang-jo |
| 2007   | K League | 1   | 14      | 26     | 14. | 2  | 6  | 18 | 14:44 | 12   | Achtelfinale  | -                  | Nicht qualifiziert | Lee Kang-jo |
| 2008   | K League | 1   | 14      | 26     | 14. | 3  | 7  | 16 | 22:46 | 16   | Viertelfinale | -                  | Nicht qualifiziert | Lee Kang-jo |
| 2009   | K League | 1   | 15      | 28     | 11. | 9  | 3  | 16 | 33:40 | 30   | Achtelfinale  | -                  | Nicht qualifiziert | Lee Kang-jo |
| 2010   | K League | 1   | 15      | 28     | 14. | 3  | 10 | 15 | 17:43 | 19   | Viertelfinale | -                  | Nicht qualifiziert | Lee Kang-jo |

## Stadion

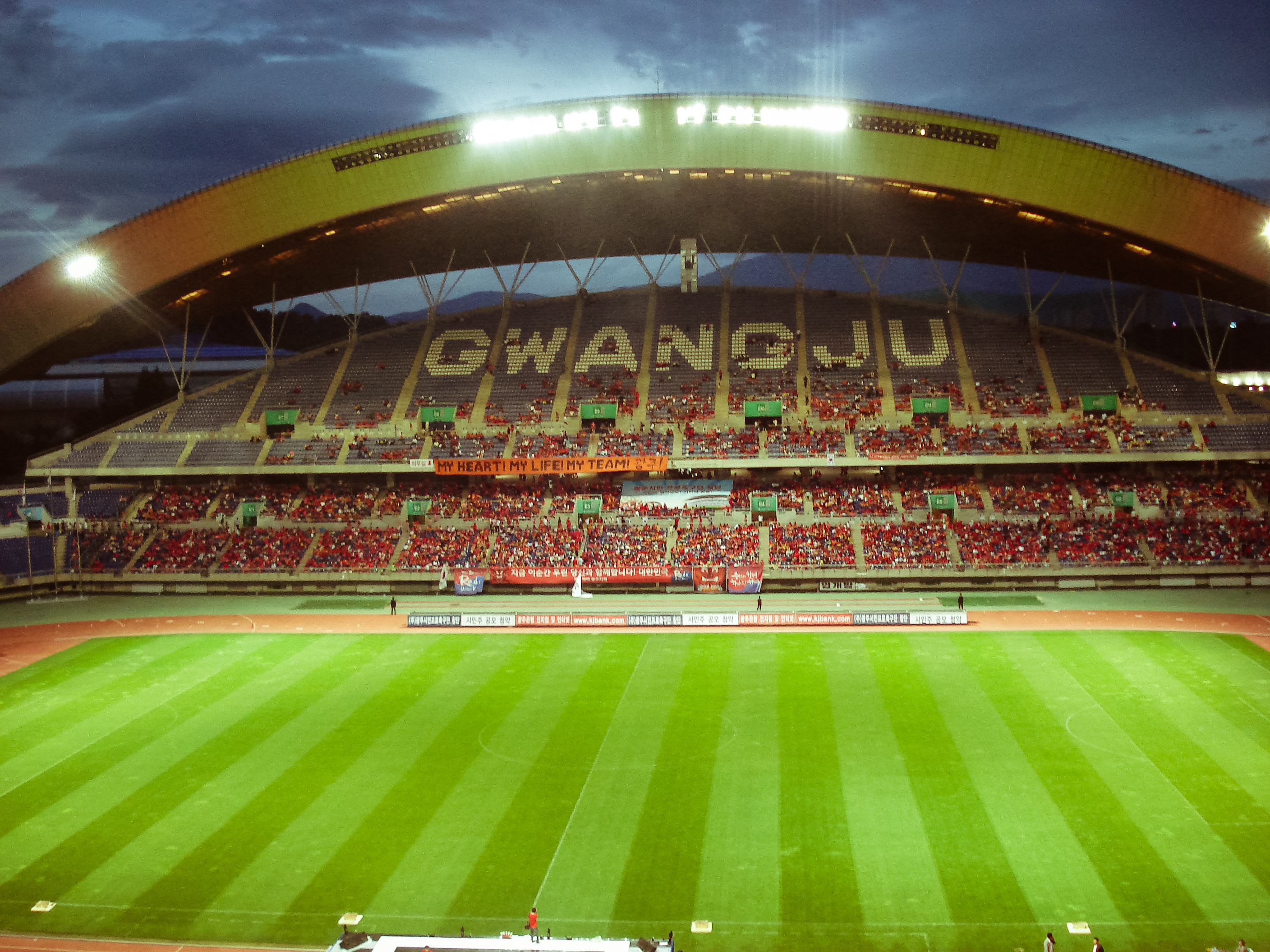
Das Gwangju-World-Cup-Stadion (2008)

Der Verein trug seine Heimspiele im 44.118 Plätze fassenden Gwangju-World-Cup-Stadion aus.